# 京都府道38号京都広河原美山線
京都府道38号京都広河原美山線（きょうとふどう38ごう きょうとひろがわらみやません）は、京都府京都市下京区から同府南丹市美山町安掛に至る主要地方道に指定された府道である。

## 概要
京都市の中心部で交通量の多い堀川五条交差点を起点に北へ堀川通、加茂街道、鞍馬街道などを通り、上賀茂や鞍馬を経て、花脊峠や佐々里峠を越えて山村集落を抱える南丹市美山地区を終点とする。
京都市の最北端に近い広河原や花脊などの京都市左京区の北部山間地域から花脊峠を越えて京都市街地までを結ぶ唯一のバス路線として京阪出町柳駅との間で京都バス花脊線が運行されており、鞍馬を経由して静市市原まで本路線に沿って運行されている。
また、広河原には京都市唯一のスキー場である京都広河原スキー場があり、京都市と南丹市との境界線が通過する佐々里峠一帯には冬期閉鎖区間を有する。

### 路線データ

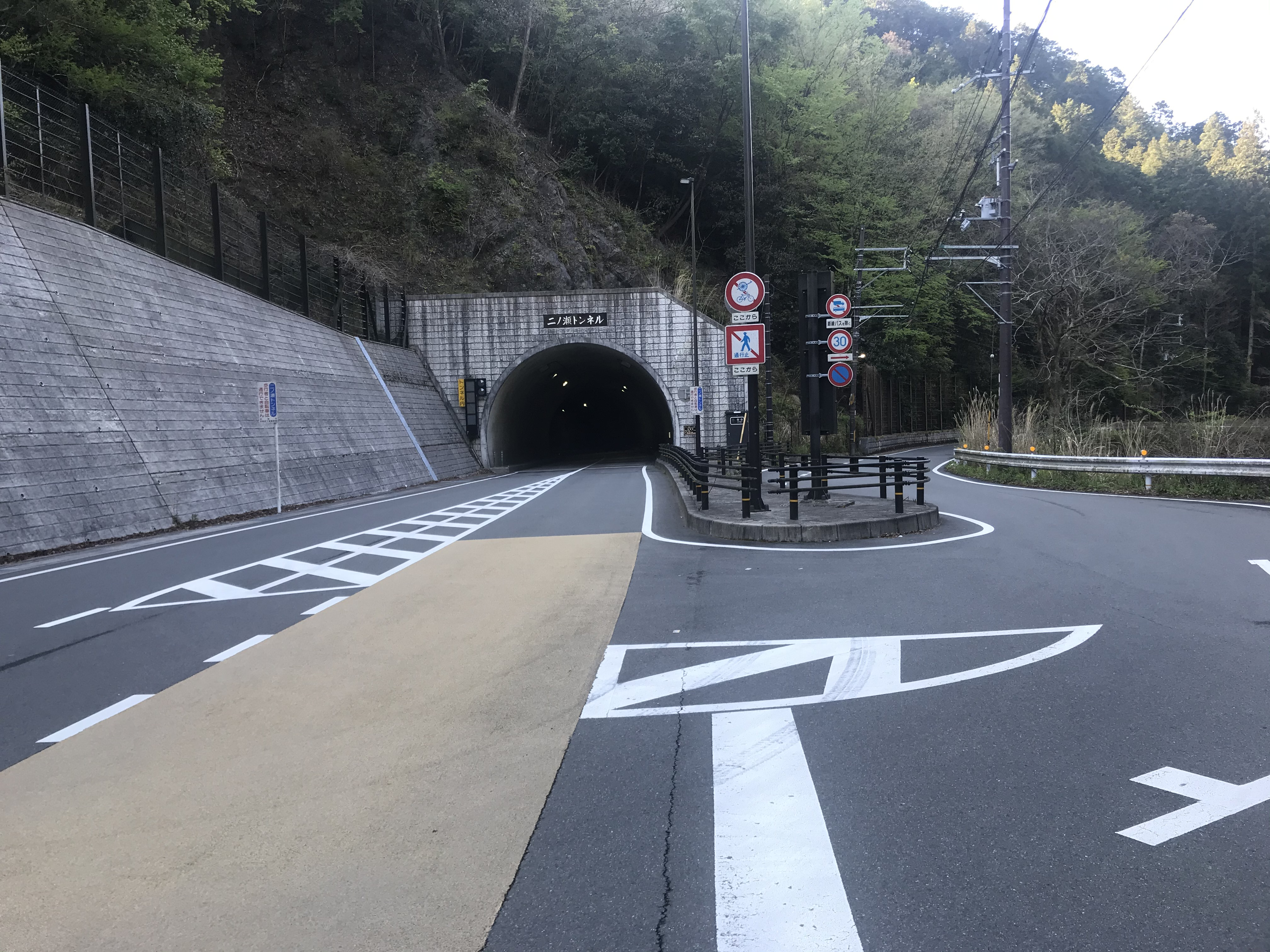
二ノ瀬トンネル鞍馬側坑口（2020年4月撮影）
右に旧道が分岐している

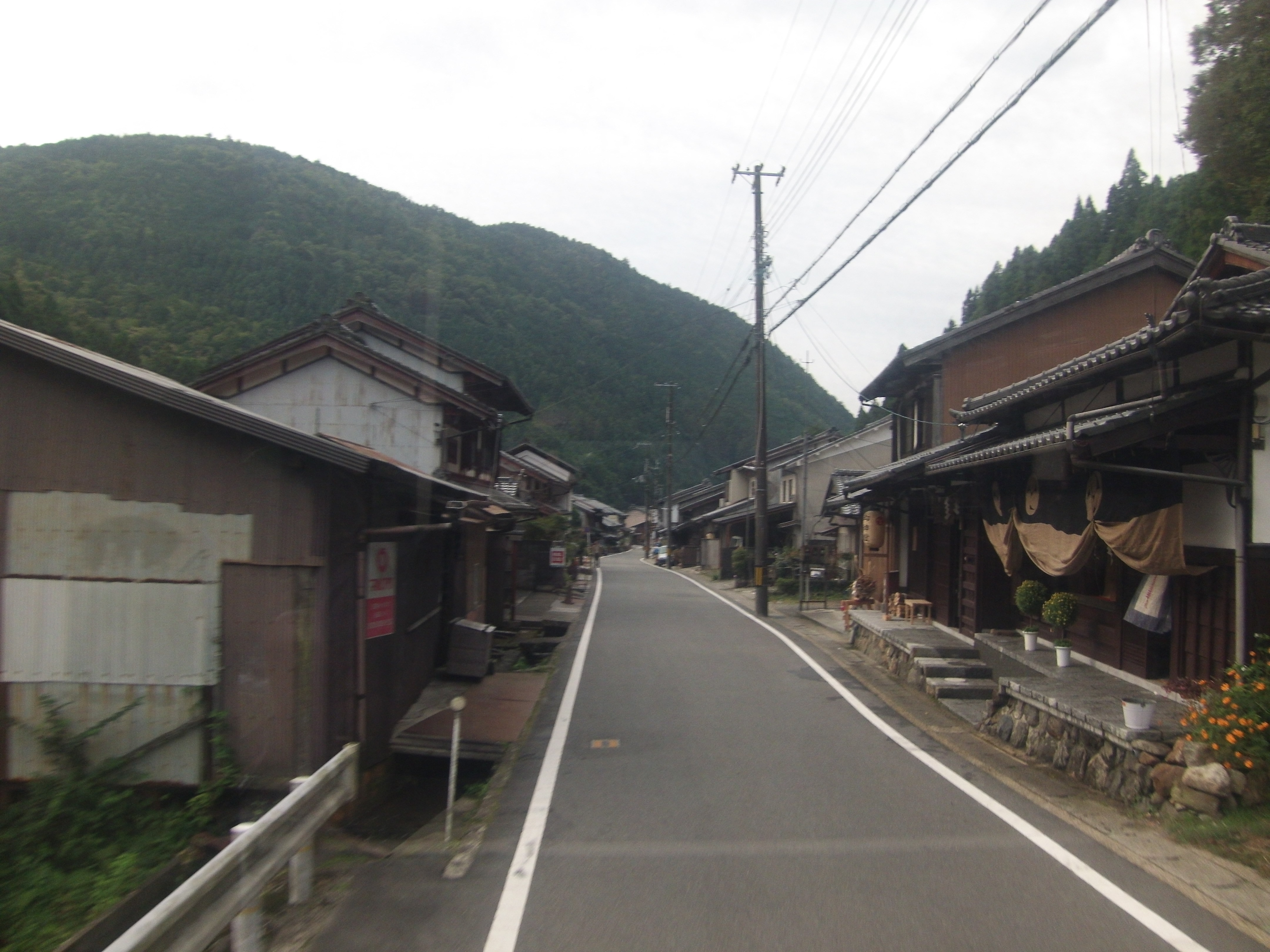
鞍馬の集落を抜ける鞍馬街道

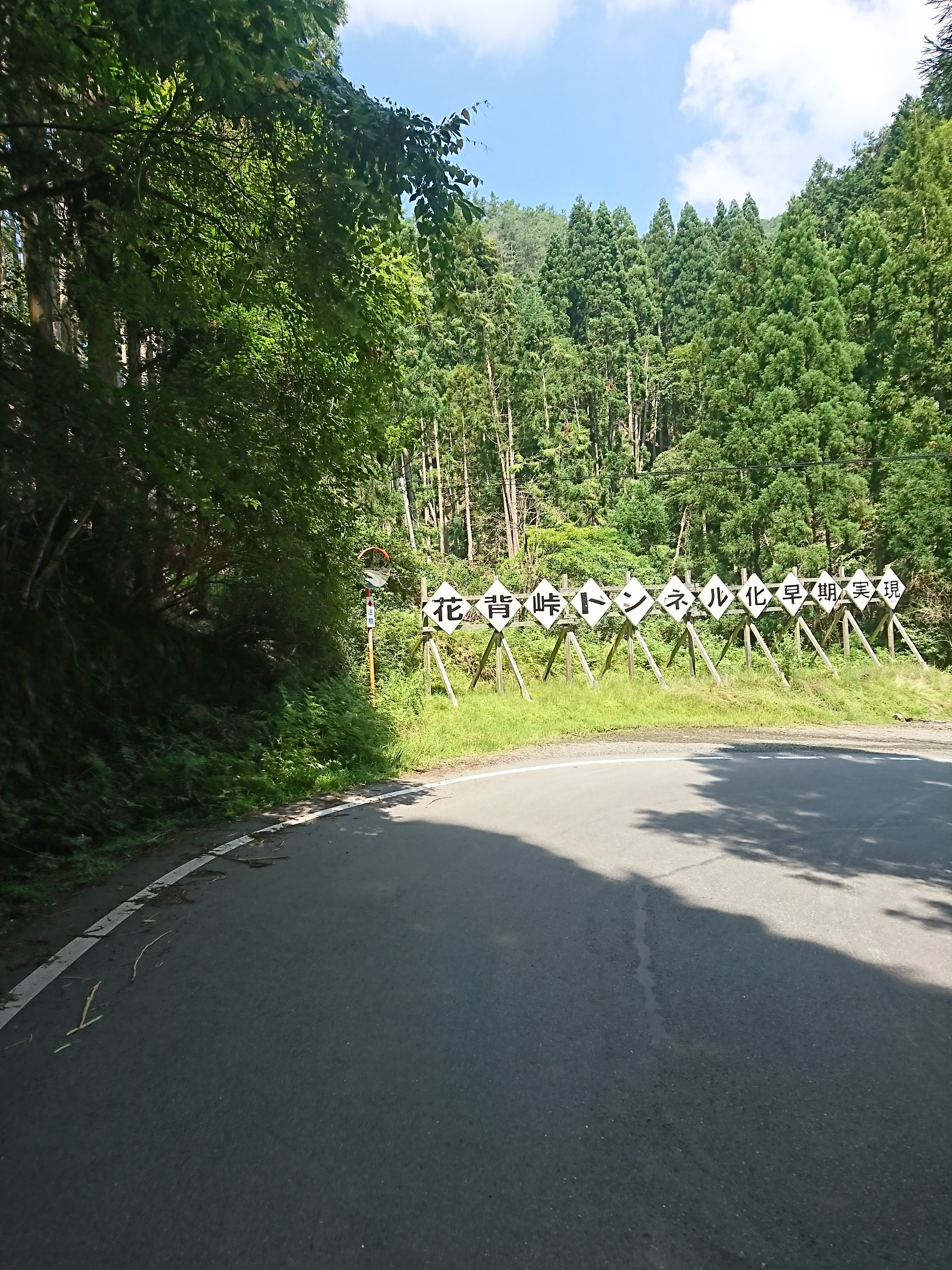
花脊峠トンネル早期実現を訴える看板

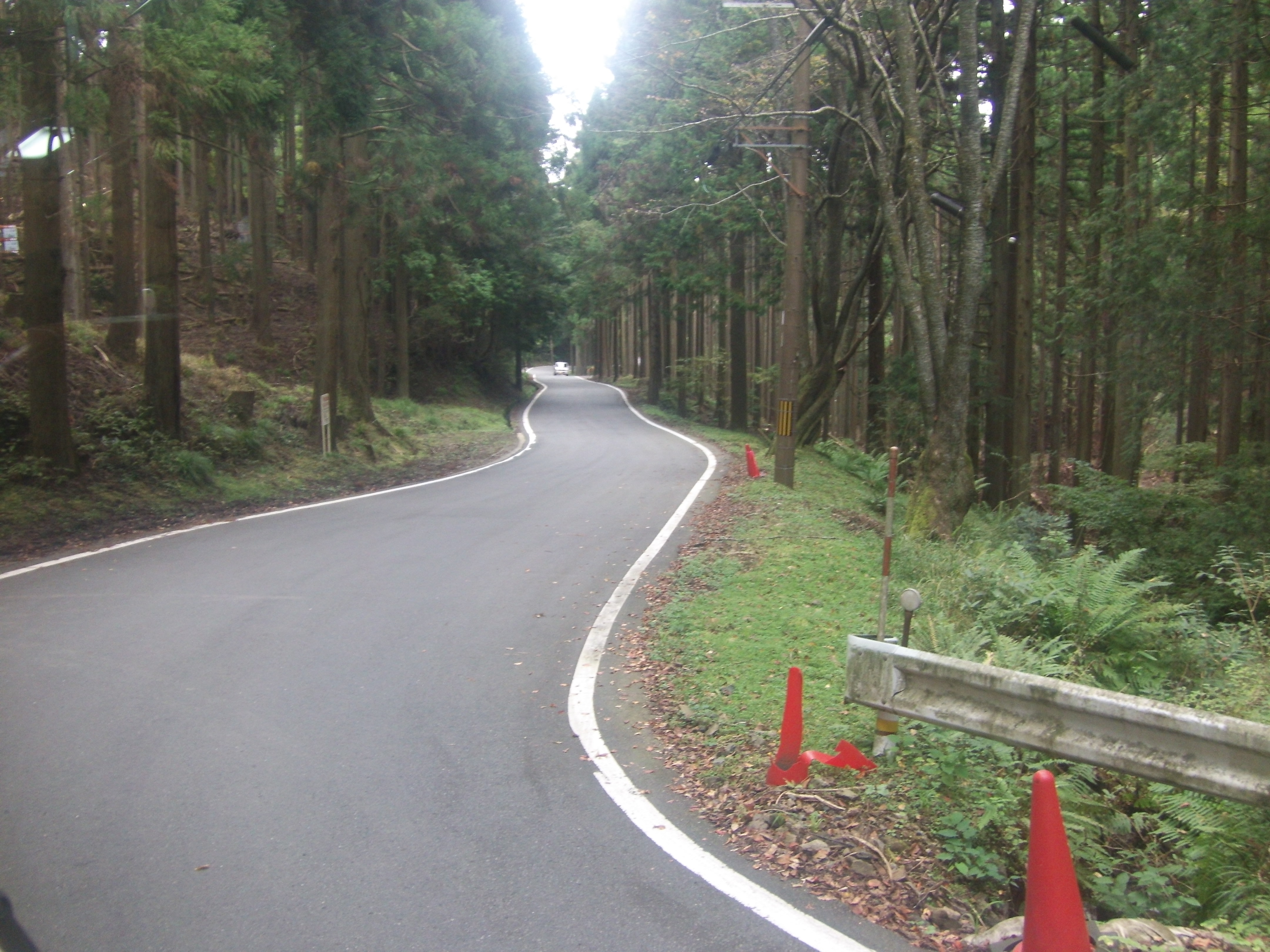
花脊峠を越えた付近の国道477号重複区間

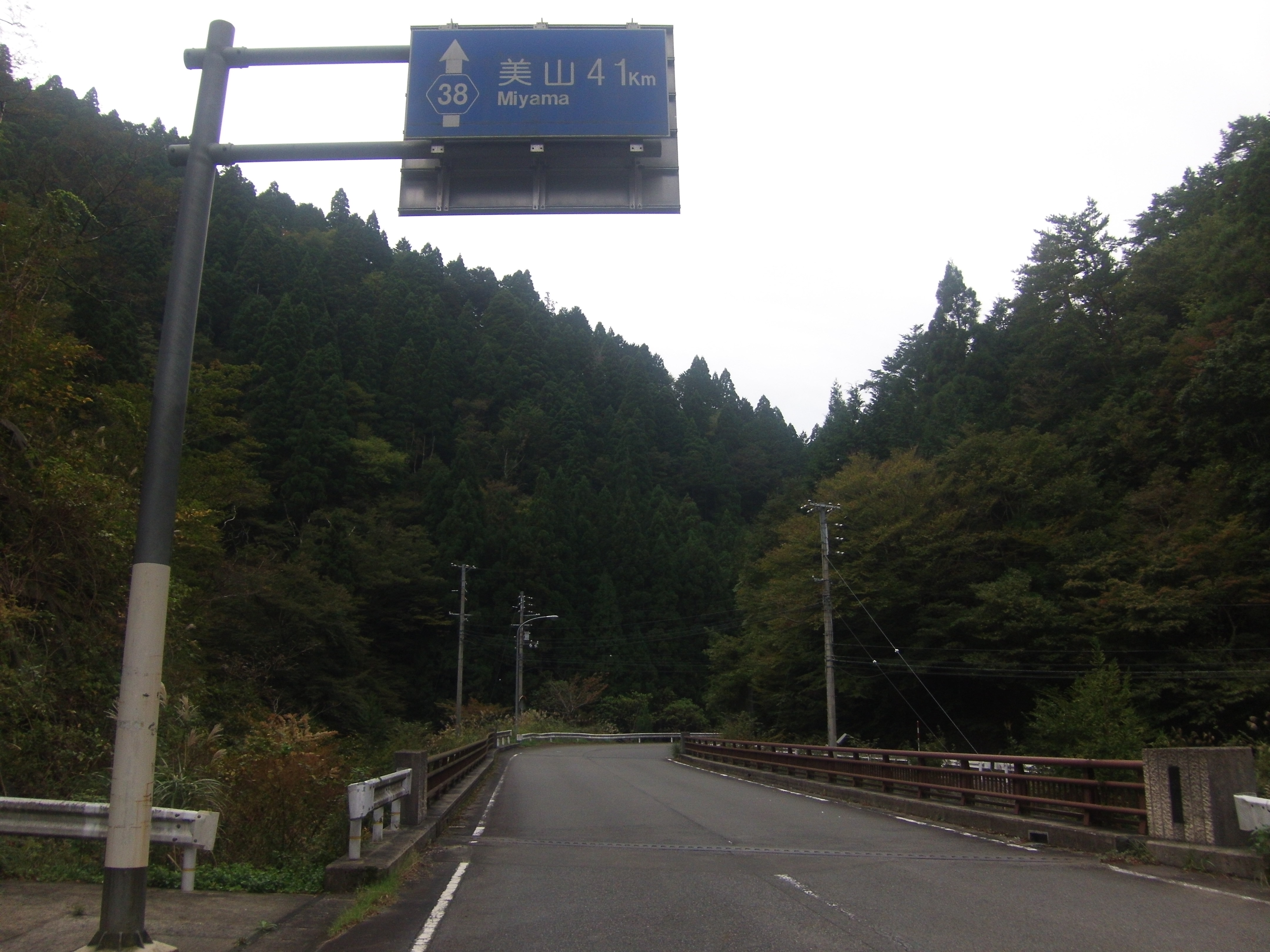
左京区広河原では桂川源流に架橋

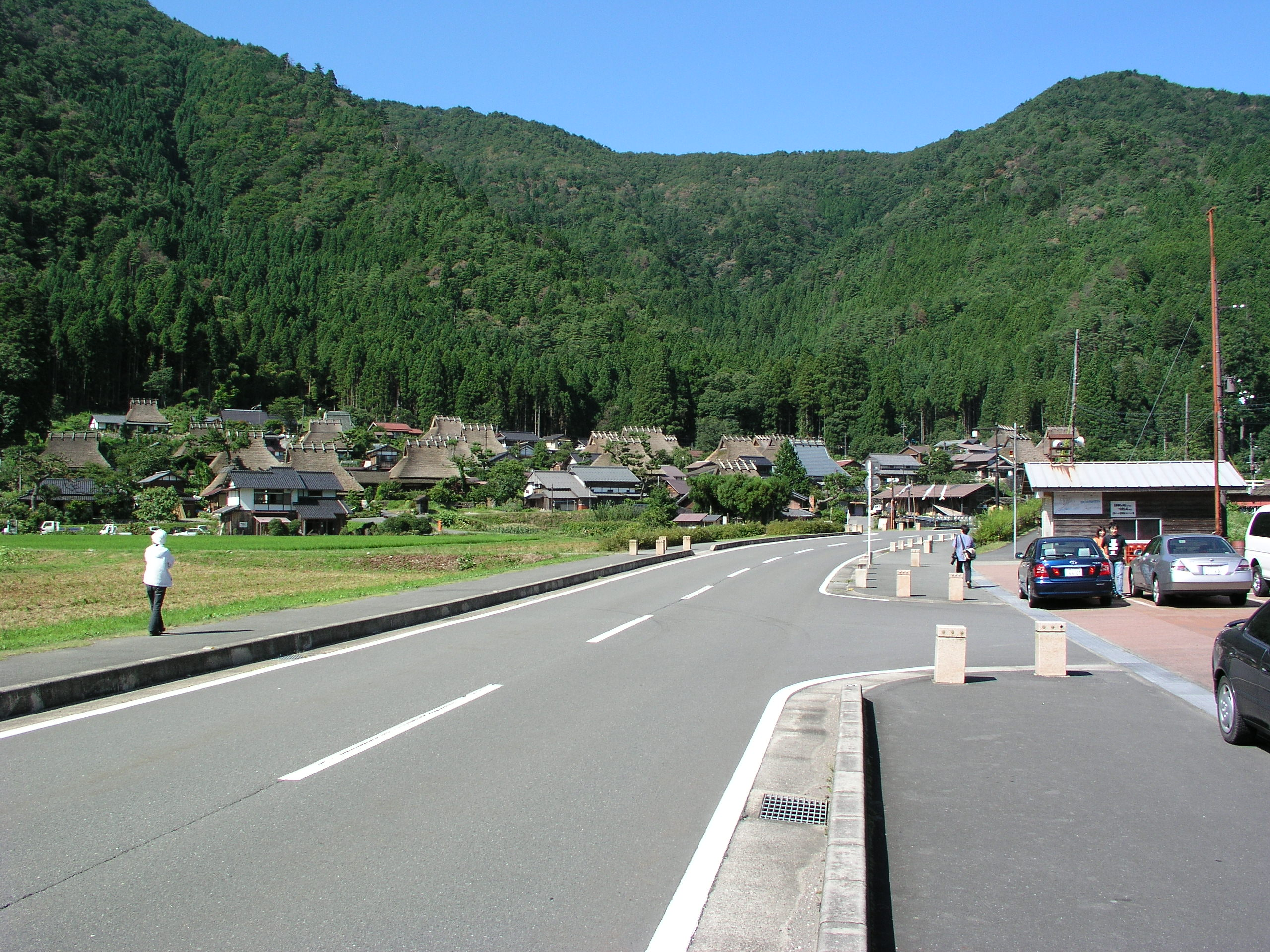
美山のかやぶき集落を経由している

- 起点：京都市下京区堀川五条[8]（堀川五条交差点＝国道1号・国道9号交点）
- 終点：南丹市美山町安掛[注釈 1][8]（＝国道162号交点）
- 重要な経過地：なし[8]

## 歴史
本路線は、道路法（昭和27年法律第180号）第7条の規定に基づいた京都府の一般府道として1959年（昭和34年）に京都府が初めて認定した282路線のうちの1つである美山広河原京都線の大部分を前身としている。同法第56条の規定に基づき、1964年（昭和39年）の第2次主要地方道指定時に建設省が主要地方道に指定したのを受け、京都府が京都広河原美山線として認定した。1993年（平成5年）に京都市左京区鞍馬本町の百井別れで接続していた主要地方道43号鞍馬小出石線および同区花脊大布施町で接続していた主要地方道39号大布施京北線とともに両交点の区間が国道477号に昇格して現在に至る。

### 年表
- 1959年（昭和34年）12月18日 - 京都府が美山広河原京都線（北桑田郡美山町字安掛 - 京都市、重要な経過地：左京区花背大布施町、整理番号：一般地方道4）として府道路線認定[11][注釈 3]。
- 1964年（昭和39年）12月28日 - 建設省が市道堀川通の一部、府道佐々里井戸京都線の一部[注釈 4]、府道美山広河原京都線の一部を京都広河原美山線として主要地方道に指定[12]。
- 1967年（昭和42年）2月10日 - 京都府が京都広河原美山線（京都市下京区堀川五条 - 京都府北桑田郡美山町字安掛、整理番号：主要地方道38）として府道路線認定[8]。同日、美山広河原京都線を廃止[13]。
- 1993年（平成5年）4月1日 - 一般国道の路線指定の改正により、京都市左京区鞍馬本町の百井別れから同区花脊大布施町までの区間が国道477号の一部として重用区間になる[14][9][15]。
- 2000年（平成12年）12月9日 - 市原バイパス全線開通[16][17]。
- 2004年（平成16年）4月19日 - 市原バイパスの旧道にあたる、京都市北区の御薗橋西詰交差点から同区柊野別れ交差点を経て同市左京区静市市原町にかけての経路[18]が道路区域から除外されて市原バイパス経由のみとなる[19]。
- 2015年（平成27年）3月25日 - 二ノ瀬バイパス供用開始し、旧道を道路区域から除外[20]。
- 2022年（令和4年）1月18日 - 1月13日頃から小規模な崩落で住民以外の通行が規制されていた南丹市美山町芦生地内で道路の法面が崩落して通行不能になった。芦生などの集落が孤立したため、冬季通行止めになっていた佐々里峠の区間について緊急除雪が行われた[21]。3月14日、迂回路により通行止め解除。佐々里峠区間の冬季通行止め区間の関係者以外の通行止めも全面解除[22]。

## 路線状況
京都市北区上賀茂から同市左京区鞍馬にかけてバイパス道路の建設による道路改良工事が完了または計画中であり、市原バイパスおよび二ノ瀬バイパスが供用中で、市原バイパスと二ノ瀬バイパスとの間に野中バイパス、京都市左京区鞍馬本町地内では鞍馬バイパスがそれぞれ計画中である。
また、佐々里峠を中心に9 kmの区間は、12月の降雪開始から翌年4月ごろまで全面的に通行禁止となる。

### 道路改良事業
都市計画道路賀茂川紫竹線拡幅整備事業
京都市北区紫竹上堀川町地内では、信号機が設置されていなかった堀川通と加茂街道の交差点や右折レーンの未整備であった御薗橋西詰交差点を起因とした著しい渋滞が発生していた。
このため、御薗橋西詰交差点から加茂街道を賀茂川下流川に170 mの区間を拡幅整備し、加茂街道と堀川通の交差点を改良の上で信号機を新設し、約11億円の事業費をかけて2013年（平成25年）3月17日に供用開始した。
市原バイパス
市原バイパス（いちはらバイパス）は、京都市北区上賀茂十三石山から同市左京区静市市原町にかけての区間。旧道は全体に幅員が狭く交通渋滞を来していたため、主要府道京都広河原美山線（市原バイパス）道路改良事業として整備された。
2000年（平成12年）全線開通。御薗橋以北の加茂街道の一部や京都府道61号京都京北線の一部などを併せて新たに道路区域とし、旧道は2004年（平成16年）年に本路線の道路区域から除外された。
旧道は御薗橋西詰交差点で分岐し、市道上賀茂緯440号線の御薗橋を渡り、賀茂川沿いに市道上賀茂経186号線の一部を北上し、柊野別れ交差点の西方から東へ市道上賀茂経211号線を経て、京都市北区上賀茂神山の京都府道106号神山岩倉停車場線起点から同市左京区静市市原町の現道合流点までは重用区間であった京都府道40号下鴨静原大原線の単独区間となっている。
二ノ瀬バイパス
二ノ瀬バイパス（にのせバイパス）は、京都市左京区静市野中町から同区鞍馬二ノ瀬町を経て同区鞍馬本町に至る約2.4 kmのバイパス道路で、2015年（平成27年）3月25日に約2.1 kmを供用開始。2019年（令和元年）12月11日に約0.2 kmの現道拡幅区間が供用開始。
当区間は京都市街地と京都市有数の観光地である鞍馬や貴船とを結ぶ経路にありながら、旧道が通過する鞍馬二ノ瀬町付近は道路の幅員が狭いために車両同士の離合が困難な地点が多かったが、大型の観光バスなどが増加したことにより拍車がかかる状況となったため、道路改良の計画が立てられた。
しかしながら、沿道の土地利用状況により全線の拡幅による道路改良は困難であったため、家屋が連坦している集落部は東側にバイパス道路を建設し、それ以外の区間は現道を拡幅した。
バイパス区間に建設された延長828 mのトンネルは、野中・二ノ瀬・鞍馬バイパス検討委員会により、“二ノ瀬トンネル”と命名された。
鞍馬北工区
鞍馬北工区（くらまきたこうく）は、京都市左京区鞍馬本町地内における約3.0 kmの道路改良事業である。
計画中の鞍馬バイパス終点となる鞍馬温泉付近より先に整備区間があり、百井別れにかけての区間は幅員が狭小で線形も悪く、車両同士の離合が困難であるため拡幅整備している。

### 重複区間
- 京都府道37号二条停車場東山三条線（京都市中京区池元町 - 京都市中京区押堀町）
- 京都府道61号京都京北線（京都市北区上賀茂中嶋河原町 - 京都市北区上賀茂十三石山）
- 京都府道40号下鴨静原大原線（京都市左京区静市市原町 - 京都市左京区静市野中町）
- 国道477号（京都市左京区鞍馬本町 - 京都市左京区花脊大布施町）

### 道の駅
- 美山ふれあい広場

## 地理
起点は上下6車線でありながら著しい渋滞が発生する政令指定都市・京都市の中心部にあるが、京都市北部郊外を抜け、花脊峠以北は2016年（平成28年）に制定された京都丹波高原国定公園の指定地となっている。沿線には分水嶺である佐々里峠を挟んで桂川および由良川の源流域を通過しており、伝統的建造物群保存地区に選定されているかやぶきの里・北村など自然や山村地域の文化に富んでいる。

### 通過する自治体
路線認定された1967年当時は、京都市および北桑田郡美山町を通過する路線であったが、平成の大合併により美山町は南丹市の一部になった。
- 京都府
  - 京都市（下京区 - 中京区 - 上京区 - 北区 - 左京区） - 南丹市

### 交差する道路
京都市下京区
- 国道1号（五条通 / 堀川通）・国道9号（五条通）：堀川五条交差点（起点）
- 京都市道186号嵐山祇園線（四条通）：堀川四条交差点

京都市中京区
- 京都府道37号二条停車場東山三条線（御池通・押小路通）：堀川御池交差点 - 二条城町（重用）

京都市上京区
- 京都市道187号鹿ヶ谷嵐山線（丸太町通）：堀川丸太町交差点
- 京都府道101号銀閣寺宇多野線（今出川通）：堀川今出川交差点

京都市北区
- 京都市道181号京都環状線（北大路通）：堀川北大路交差点
- 京都府道61号京都京北線：上賀茂中嶋河原町 - 上賀茂十三石山（重用）

京都市左京区
- 京都府道40号下鴨静原大原線：静市市原町 - 静市野中町（重用）
- 京都府道361号上黒田貴船線：鞍馬貴船町
- 国道477号：鞍馬本町 - 花脊大布施町（重用）
- 京都府道110号久多広河原線：広河原杓子屋町

南丹市
- 京都府道370号佐々里井戸線：美山町佐々里森脇
- 京都府道369号八原田上弓削線：美山町中 - 美山町中上前（重用）
- 国道162号：美山町安掛風呂ノ元（終点）

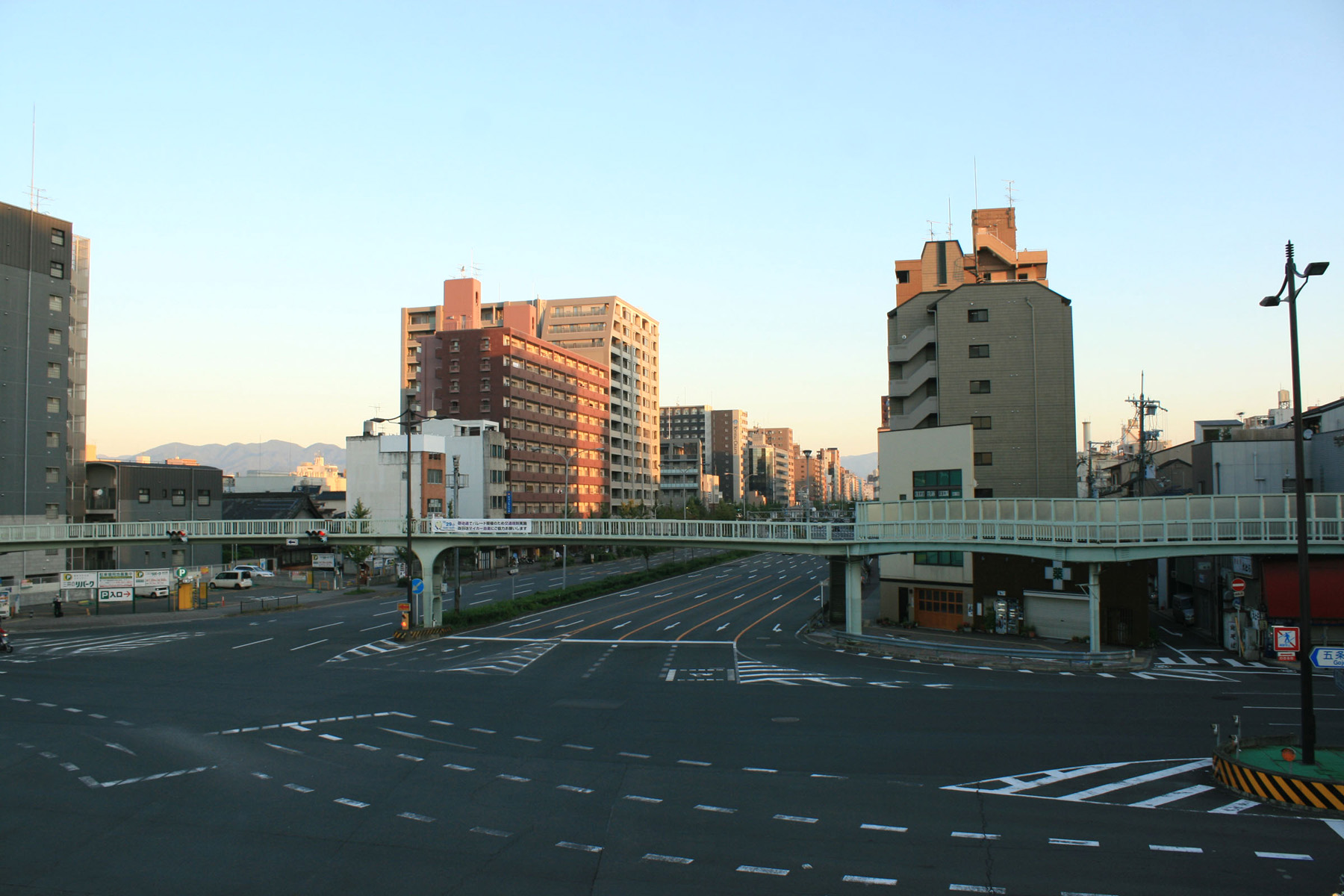
起点（烏丸五条交差点）
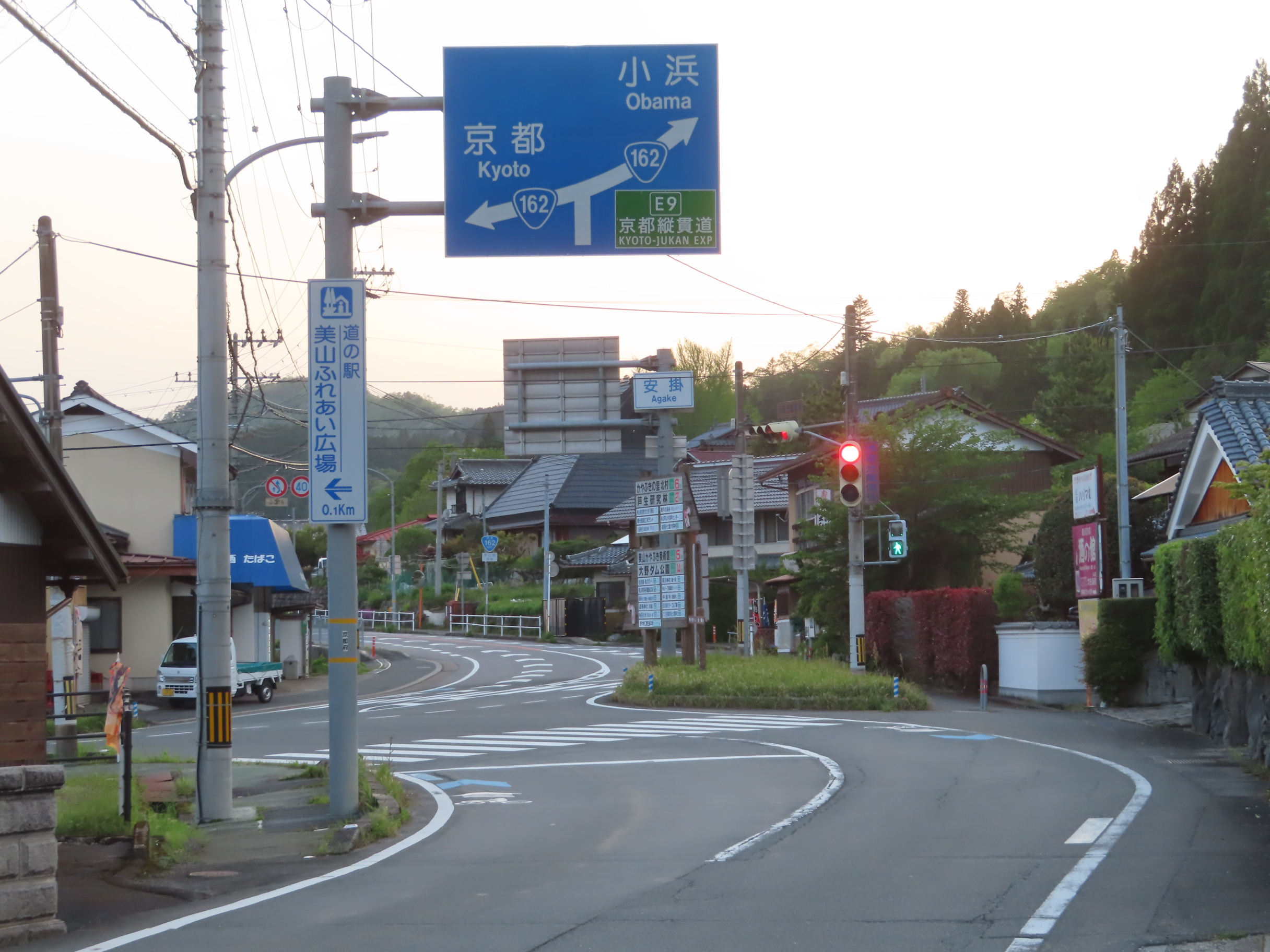
終点（安掛交差点）

### 峠
- 花脊峠：京都市左京区鞍馬本町 - 同区花脊別所町（国道477号重用区間内）
- 佐々里峠：京都市左京区広河原尾花町 - 南丹市美山町佐々里

### 沿線
京都市下京区
- 堀川
- 瑞雲院
- 京都市立下京雅小学校

京都市中京区
- 京都市立堀川高等学校
- 京都市営地下鉄東西線 二条城前駅
- 京都市立京都堀川音楽高等学校
- 二条城

京都市上京区
- 伊藤仁斎宅跡・書庫
- 一条戻橋
- 晴明神社
- 白峯神宮
- 妙顕寺
- 宝鏡寺
- 妙蓮寺
- 本法寺
- 京都市立北総合支援学校
- 興聖寺
- 大応寺
- 妙覚寺
- SCREENホールディングス

京都市北区
- 京都教育大学附属京都小中学校
- 北警察署
- 京都北郵便局
- 京都市立紫竹小学校
- 京都市立加茂川中学校
- 賀茂川
- 御薗橋
- 京都市営バス西賀茂営業所
- 京都市立西賀茂中学校

京都市左京区
- 叡山電鉄鞍馬線 市原駅
- 京都市立市原野小学校
- 叡山電鉄鞍馬線 二ノ瀬駅
- 叡山電鉄鞍馬線 貴船口駅
- 京都市立鞍馬小学校
- 叡山電鉄鞍馬線 鞍馬駅
- 鞍馬山鋼索鉄道 山門駅
- 由岐神社
- 鞍馬寺
- 大堰川
- 京都市立花背小中学校
- 峰定寺
- 京都広河原スキー場

南丹市
- 京都美山高等学校
- 由良川
- かやぶきの里・北村
- 道の駅美山ふれあい広場